# سیمرغ بلورین بهترین جلوه‌های ویژه بصری جشنواره فیلم فجر
سیمرغ بلورین بهترین جلوه‌های ویژه بصری جشنواره فیلم فجر جایزه‌ای است که هر ساله مقارن با سالروز پیروزی انقلاب ایران در سال ۱۳۵۷، طی مراسم اختتامیه جشنواره فیلم فجر به بهترین جلوه‌های بصری و رایانه‌ای یک اثر بلند سینمایی ،اهدا می‌شود (از سال ۱۳۸۸).

## فهرست برندگان سیمرغ بلورین بهترین جلوه‌های ویژه بصری جشنواره فیلم فجر
| دوره | سال  | بهترین جلوه‌های بصری و رایانه‌ای               | نام فیلم                      |
| ---- | ---- | -------------------------------------------- | ----------------------------- |
| ۲۸   | ۱۳۸۸ | هدیش بیگدلی شاملو لئو لو                     | هفت دقیقه تا پاییز ملک سلیمان |
| ۲۹   | ۱۳۸۹ | امیررضا معتمدی محسن روزبهانی                 | راه آبی ابریشم سی و سه روز    |
| ۳۰   | ۱۳۹۰ | کامران سحرخیز، امیر سحرخیز و سید هادی اسلامی | سلام بر فرشتگان               |
| ۳۱   | ۱۳۹۱ | بهنام خاکسار                                 | عقاب صحرا                     |
| ۳۲   | ۱۳۹۲ | سید هادی اسلامی                              | چ                             |
| ۳۳   | ۱۳۹۳ | وحید قطبی‌زاده                                | رخ دیوانه                     |
| ۳۴   | ۱۳۹۴ | سید هادی اسلامی                              | بادیگارد                      |
| ۳۵   | ۱۳۹۵ | محمد قاسمی                                   | ویلایی‌ها                      |
| ۳۶   | ۱۳۹۶ | فرید ناظر فصیحی                              | چهارراه استانبول              |
| ۳۷   | ۱۳۹۷ | جواد مطوری                                   | مسخره‌باز                      |
| ۳۸   | ۱۳۹۸ | محمد برادران                                 | خروج                          |
| ۳۹   | ۱۳۹۹ | فرید ناظر فصیحی کورش فرزادفرد                | ابلق                          |
| ۴۰   | ۱۴۰۰ | حسن نجفی منش و امیر ولی‌خانی                  | دسته دختران                   |
| ۴١   | ١۴٠١ | حسن ایزدی                                    | گل های باوارده                |
| ۴۲   | ۱۴۰۲ | محمد برادران                                 | احمد                          |
| ۴۳   | ۱۴۰۳ | امیر ولی خانی                                | صیاد                          |